# 鹿兒島的伯爾納多

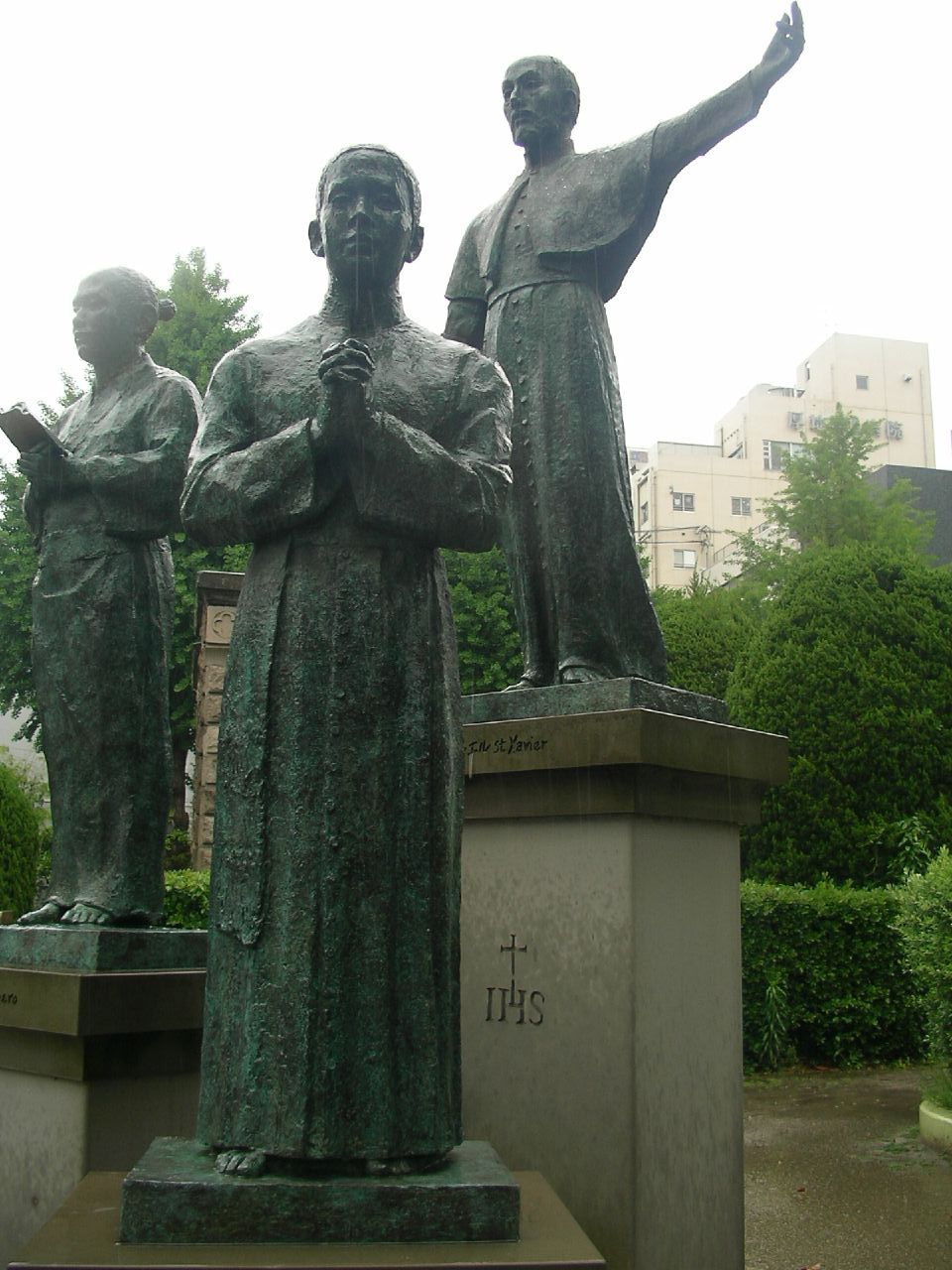
鹿儿岛的伯尔纳多像

鹿兒島的伯爾納多（日语：／ Kagoshima no Berunarudo；？—1557年2月），本名不詳，出生於日本鹿兒島，是16世紀早期的日本天主教徒（吉利支丹），也是最早踏足歐洲的日本人。伯爾納多是聖方濟·沙勿略的首批信徒之一，也是他的兩個門徒之一。伯爾納多於1549年領洗。

## 生平
1551年，伯爾納多與另一個日本人瑪竇和聖方濟·沙勿略一起離開日本前往葡屬印度，後者出生於山口。他們於1552年2月到達印度。但瑪竇在果阿去世了。伯爾納多隨後與安德烈亞斯·費爾南德斯（Andreas Fernandes）弟兄一起去葡萄牙，伯爾納多的目標是“看到基督教的威嚴”，以便他可以在日本分享自己的經驗。沙勿略在信中還評論說：“日本人與世界上任何人一樣敏銳而明智”。
伯爾納多是第一個踏上歐洲的日本人。在葡萄牙，伯爾納多申請並加入了耶穌會并還曾在科英布拉大学學習。兩年後，伯爾納多於1554年7月17日離開葡萄牙乘船前往那不勒斯，并在之后訪問羅馬。他在羅馬一共逗留了10個月。在罗马他會見了依纳爵·罗耀拉，並可能參加了教皇玛策禄二世的選舉。他受到了高度重視，並且對天主教在日本的前景充滿希望。伯爾納多於1555年10月23日離開羅馬，於1557年2月返回葡萄牙後去世。